# Heinrich Müller
Heinrich Müller (28 d'abril de 1900, data de mort desconeguda), va ser el cap de la Gestapo, la policia política de l'Alemanya Nazi, i va tenir un paper destacat en la planificació i execució de l'Holocaust. Com a cap de la Gestapo va participar en la Conferència de Wannsee el 20 gener de 1942 per a coordinar l'anomenada "Solució Final" del problema jueu a Europa. Müller va ser qui va ordenar i va signar el "Decret Bala" (Kugelerlass) el març de 1944, mitjançant el qual s'autoritzava executar a trets els presoners de guerra que intentessin escapar. Igualment va autoritzar la tortura d'oficials de la Wehrmacht que estiguessin implicats en l'atemptat contra Hitler el 20 de juliol de 1944. El seu zel per desmantellar la resistència alemanya després de l'atemptat va motivar que Hitler el condecorés amb la Creu de Cavaller, l'octubre de 1944.
La darrera vegada que se'l va veure va ser al Bunker del Führer l'1 de maig de 1945 i és un dels pocs nazis que no va ser capturat mai o de qui no hi hagi confirmació de la mort.
Segons la versió oficial dels serveis secrets de l'Alemanya occidental, Müller va sobreviure a la capitulació del Tercer Reich i va anar a viure a Karlovy Vary. El 2013, tanmateix, el diari alemany Bild va afirmar que Müller hauria sigut enterrat en una fossa comuna del cementiri jueu del barri berlinès de Mitte.